# Риголето
„Риголето“ (на италиански: Rigoletto) е опера в 3 действия от Джузепе Верди и италианското либрето на Франческо Мария Пиаве.

## Действащи лица
| Роля                                   | Партия      | Екип на световната премиера, 11 март 1851 |
| -------------------------------------- | ----------- | ----------------------------------------- |
| Херцогът на Мантуа                     | тенор       | Рафаеле Мирате                            |
| Риголето, придворен шут                | баритон     | Феличе Варези                             |
| Джилда, негова дъщеря                  | сопран      | Тереза Брамбила                           |
| Спарафучиле, бандит                    | бас         | Паоло Дамини                              |
| Мадалена, негова сестра                | конра-алт   | Анета Казалони                            |
| Джована, дойка на Джилда               | мецо-сопран | Лура Заини                                |
| Граф Монтероне                         | баритон     | Феличиано Пондз                           |
| Граф Чепрано, придворен                | бас         | Андреа Белини                             |
| Графиня Чепрано, негова жена           | мецо-сопран | Луиджа Морзели                            |
| Маруло, придворен                      | баритон     | Франческо Де Кунерт                       |
| Матео Борса, придворен                 | тенор       | Анджело Дзулиани                          |
| Придворен разпоредител                 | бас         | Джовани Рици                              |
| Пажът на херцогинята                   | мецо-сопран |                                           |
| Придворни, пажове, прислужници, стражи |             |                                           |

Действието се развива в Мантуа, Италия, през XVI в.

## История на творбата
Верди живее дълго време с мисълта да напише опера върху някое от произведенията на Виктор Юго. Той се запознава с него през 1844 г., докато работи над „Ернани“. Пиесите на Юго допадат извънредно много на композитора преди всичко със своята изобличителна сила и драматургичната си напрегнатост. След това се захваща и с „Кралят се забавлява“. Освен посочените две, Верди е имал намерение да пише опери и върху други произведения на Юго – например „Кромуел“, „Марион Делорм“, „Рюи Бла“. В едно писмо до Чезаре де Сантис композиторът споделя: „…В драмите на Виктор Юго има винаги определена цел и неговите силни и страстни характери са крайно оригинални.“ От своя страна Юго категорично отхвърля идеята драмите му да служат за основа на сценично-музикални творби, той така и не възприема „Ернани“.
На Верди е добре известно, че драмата „Кралят се забавлява“ е забранена след първото ѝ представление през 1832 г. в Париж, а така също, че по този повод Юго е завел процес срещу правителството на Франция. Въпреки всичко, когато през 1850 г. дирекцията на големия оперен театър „Ла Фениче“ във Венеция възлага на Верди да напише една опера специално за него, композиторът решава „да сложи на музика“, както той се изразява, драмата на Юго. С написването на текста се заема неговият стар сътрудник Франческо Мария Пиаве (1810 – 1876). Дотогава той вече е написал либретата на 5 опери на Верди, между които „Ернани“ и „Макбет“.
Верди с увлечение се залавя с композирането на това произведение и партитурата е завършена само след 40 дни. На композитора му е пределно ясно, че няма как да си послужи с оригиналното заглавие на „Кралят се забавлява“, и първоначално замисля операта да се казва „Проклятието“, после то е заменяно няколко пъти. Цензурата обаче налага промяна и в либретото. Стига се дотам, че един виден полицейски функционер си позволява да предложи на автора проект за изменение. Пиаве е по-склонен на цялостна преработка, но Верди държи основният замисъл да остане същият. Налага се да бъдат променени имената и мястото на действието. Така крал Франциск I става Херцога на Мантуа, а шутът Трибуле, или умалително на италиански Трибулето – Риголето. (произтичащо от френското „риголо“ – шегобиец). От своя страна Верди премахва многобройните масови сцени и насочва вниманието към вътрешната драма на героите. Виктор Юго реагира остро на тези промени, като смята, че в операта е изменен основният замисъл на драмата му. Обаче Верди е на мнение, че нейната изобличителна сила не е по-малка.
Премиерата на „Риголето“ е на 11 март 1851 г. в театър Ла Фениче, Венеция. Тя има триумфален успех. Верди е аплодиран след всеки музикален номер. Сам композиторът е доволен от музиката си и в едно писмо оттогава споделя „Никога може би няма да напиша нещо по-хубаво“. Само няколко месеца след премиерата във Венеция „Риголето“ е изнесена в много италиански и чужди оперни центрове – Будапеща, Прага, Лондон, Виена. В Париж, поради несъгласието на Юго, е поставена значително по-късно. По-късно, след френската премиера на „Риголето“, големият френски писател е удивен от въздействието ѝ, „скроена“ по начина, по който я представя Верди, и споделя, че би искал и неговите герои да могат да говорят по четирима едновременно, като в същото време се разбира какво казва всеки един от тях, визирайки квартета в трето действие.
Понякога операта се представя като четириактова, като двете картини в първо действие се представят като два отделни акта.

## История на представленията
Световната премиера на операта е в театър Ла Фениче, Венеция, на 11 март 1858 г. Английската премиера е на 14 май 1853 г. в Ковънт Гардън, а в САЩ – на 19 февруари 1855 г. в Нюйоркската музикална академия. Представена е на откриването на Суецкия канал през 1869 година, въпреки широко разпространеното мнение, че специално за това събитие Верди пише операта си Аида.
В България „Риголето“ е поставена 62 години след първото ѝ представяне пред публика – през 1920 г., под диригентството на М. М. Златин и режисурата на И. Иванцов.

## Музика
След премиерата на „Риголето“ през 1858 г. в Париж, 65-годишният тогава Джоакино Росини възкликва: „Действително този Верди е гениален композитор.“ Музиката на Верди в тази опера притежава изключителна въздействуваща сила. Всичко в операта е изградено само на музикално-драматични ситуации. Образите на трите главни действуващи лица – Херцога, Риголето и Джилда са обрисувани музикално с изключително майсторство. Музиката предава и най-тънките нюанси на техните преживявания. Музикално-драматургически „Риголето“ е изградена на контрастността, въпреки че не е използван единен тематичен материал. Има само една тема – „на проклятието“. Тя се появява още във встъплението, а след това и неколкократно в развитието на действието, напомняйки за неизбежността на възмездието. Мелодиката на операта е изключително ботата. Тя е поредица от мелодически перли, чиито характер се определя от настроението или душевното състояние на героя или героите. При ансамбловите номера Верди с майсторство дава на всяка партия съответно музикално настроение.
Херцогът, освен Отело, е един от най-противоречивите образи на Верди. По традиция има две линии в интерпретациата му се следват две линии – на влюбчив женкар – за по-леките лирични гласове, напр. Бениамино Джили, Алфредо Краус и Арсений Арсов; и на похотливец, алчен за плячка – за по-драматичните тенори, напр. Енрико Карузо или Лучано Павароти.
След наситеното с трагедийност кратко оркестрово встъпление, което е изградено върху темата на проклятието, започва първото действие с пищната и весела сцена на бала. Централно място в нея заема великолепната ария на Херцога. С този музикален номер започва развитието на драмата, в него са нахвърлени и основните щрихи от характеристиката на героя. Втората половина на действието има напрегнат характер. След проклятието на Монтероне музиката придобива по-мрачна окраска. В първото действие Риголето е даден като злобен и язвителен човек, изпълнен с омраза срещу всички. След проклятието в неговата партия прозвучават и нотки, които говорят за прикривани благородни чувства.
По-нататък музиката е по-разнообразна, изразителна и въздействуваща. Още няколкотактовото встъпление след първата сцена създава чувство на тревожност. Монологът на Риголето след срещата със Спарафучиле разкрива и много страни от душевния мир на героя. Големият дует на Джилда и Риголето е забележително постижение като мелодично-емоционален изказ. Последвалата любовна сцена на Джилда и Херцога е наситена с много лиризъм и сърдечна простота. Малката ария на Херцога, в която той признава любовта си към девойката, по настроение е близка до арията му от първото действие. Характеристиката на Джилда се допълва в прочутата ария „Скъпо име“. В края на действието е мъжкият хор „Тихо, тихо“ („Zitti! Zitti!“), един от най-популярните в оперната литература.
Третото действие е още по-богато емоционално. Остро контрастно на началната лирична ария на Херцога прозвучава маршообразната хорова песен на придворните, с която му съобщават за отвличането на Джилда. Със забележително драматургично майсторство композиторът рисува сложните и противоречиви чувства на нещастния баща. Арията на Риголето от тази сцена заема определено място в баритоновия репертоар на певците. Последвалата лирична изповед на избягалата от стаята на Херцога Джилда с нежната си и лееща се мелодия оставя трайни впечатления у слушателя.
Мрачното начало на третото действие се разнообразява от прекрасната ария на Херцога. Особено вълнуваща е сцената между Херцога и Мадалена, Джилда и Риголето, изградена в монолитно цялостен и същевременно така релефно обрисуващ индивидуалните чувства и вълнения на героите квартет. Сцената на бурята с хора зад кулисите е една от най-драматичните в цялата опера. В трагедийния дует между бащата и дъщерята за последен път отеква темата на проклятието.

## Известни арии
„Questa o quella“ („Тази или онази“) – Херцогът, акт I, сцена 1
„Pari siamo“ – монолог на Риголето, акт 1, сцена 2
„Figlia! – Mio padre!“ („Дъще! – Татко!“) – дует на Риголето и Джилда, акт I, сцена 2
„Ah! Inseparabile... È il sol dell'anima“ („Ах! Неразделни... Слънце е душата“) – ария Херцога и дует с Джилда, акт I, сцена 2
„Gualtier Malde... Caro nome“ („Гуалтие Малде... Скъпо име“) – Джилда, акт I, сцена 2
„Zitti! Zitti!“ („Тихо! Тихо!“) – хор на придворните, акт I, сцена 2
„Ella mi fu rapita!... Parmi, veder le lagrime“ („Отвлякохами я!... Почти виждам сълзите ѝ“) – Херцогът, акт II
„Duca! Duca!“ („Херцогът! Херцогът!“) – хор на придворните, акт II
„Tutte le feste“ (“Всяка неделя“) – Джилда, акт II
„Sì, vendetta, tremenda vendetta“ („Да, отмъщение, ужасно отмъщение) – дует на Риголето и Джилда, акт II
„La donna è mobile“ (“Жената е променлива“) – Херцогът, акт III
„Bella figlia dell'amore“ (“Красива дъще на любовта“) – квартет на Херцога, Мадалена, Джилда и Риголето, акт III

## Избрани студийни аудиозаписи
В графа „Екип“ са дадени изпълнителите на ролите както следва: Херцогът, Риголето, Джилда и в някои – Спарафучиле
| Година | Екип (Неморино, Адина, Белкоре, Дулкамара)                 | Диригент Оркестър и хор                                                 | Издател     |
| ------ | ---------------------------------------------------------- | ----------------------------------------------------------------------- | ----------- |
| 1935   | Фредерик Жагел, Лауренс Тибет Лили Понс Вирджилио Ладзари  | Еторе Паница Хор и оркестър на Метрополитън Опера                       |             |
| 1935   | Фредерик Жагел, Лауренс Тибет Лили Понс Вирджилио Ладзари  | Бруно Уолтър Хор и оркестър на Метрополитън Опера                       |             |
| 1950   | Иън Пийрс Леонард Уорън Ерна Бергер Итало Тайо             | Ренато Челини Оркестър и хор на Римската опера                          |             |
| 1955   | Джузепе Ди Стефано Тито Гоби Мария Калас Никола Дзакариа   | Тулио Серафин Оркестър и хор на Ла Скала                                |             |
| 1956   | Джуси Бьорлинг Роберт Мерил Робърта Питърс Джорджо Тоци    | Жонел Перле Оркестър и хор на Римската опера                            |             |
| 1963   | Алфредо Краус Еторе Бастиани Рената Ското, Иво Винчо       | Джанандреа Гавацени Оркестър и хор Маджио Музика Фиорентино – Флоренция |             |
| 1964   | Карло Бергонци Дитрих Фишер-Дескау, Рената Ското Иво Винчо | Рафаел Кубелик Оркестър и хор на Ковънт Гардън                          |             |
| 1971   | Лучано Павароти Шерил Милнс Джоан Съдърланд Марти Талвела  | Ричард Бонинг Лондонски симфоничен оркестър                             | CD: Decca   |
| 1984   | Нейл Шикоф Ренато Брузон Едита Груберова                   | Джузепе Зинополи Оркестър и хор на Музикална академия „Санта Чечилия“   | CD: Philips |

## Филми
В графа „Екип“ са дадени изпълнителите на ролите както следва: Херцогът, Риголето, Джилда и Спарафучиле
| Година | Екип (Неморино, Адина, Белкоре, Дулкамара)                      | Диригент Оркестър и хор          | Режисьор       | Издател                  |
| ------ | --------------------------------------------------------------- | -------------------------------- | -------------- | ------------------------ |
| 1910   |                                                                 |                                  |                | Джероламо Ло Савио       |
| 1946   | Марио Филипески Тито Гоби Лина Палюги Джулио Нери               | Тулио Серафин                    | Кармин Галон   |                          |
| 1982   | Лучано Павароти Ингвар Виксел Едита Груберова Феручио Фурлането | Рикардо Шайи Виенска филхармония | Жан-Пиер Понел | DVD: Deutsche Grammophon |